# Praça de Mouzinho de Albuquerque (Porto)

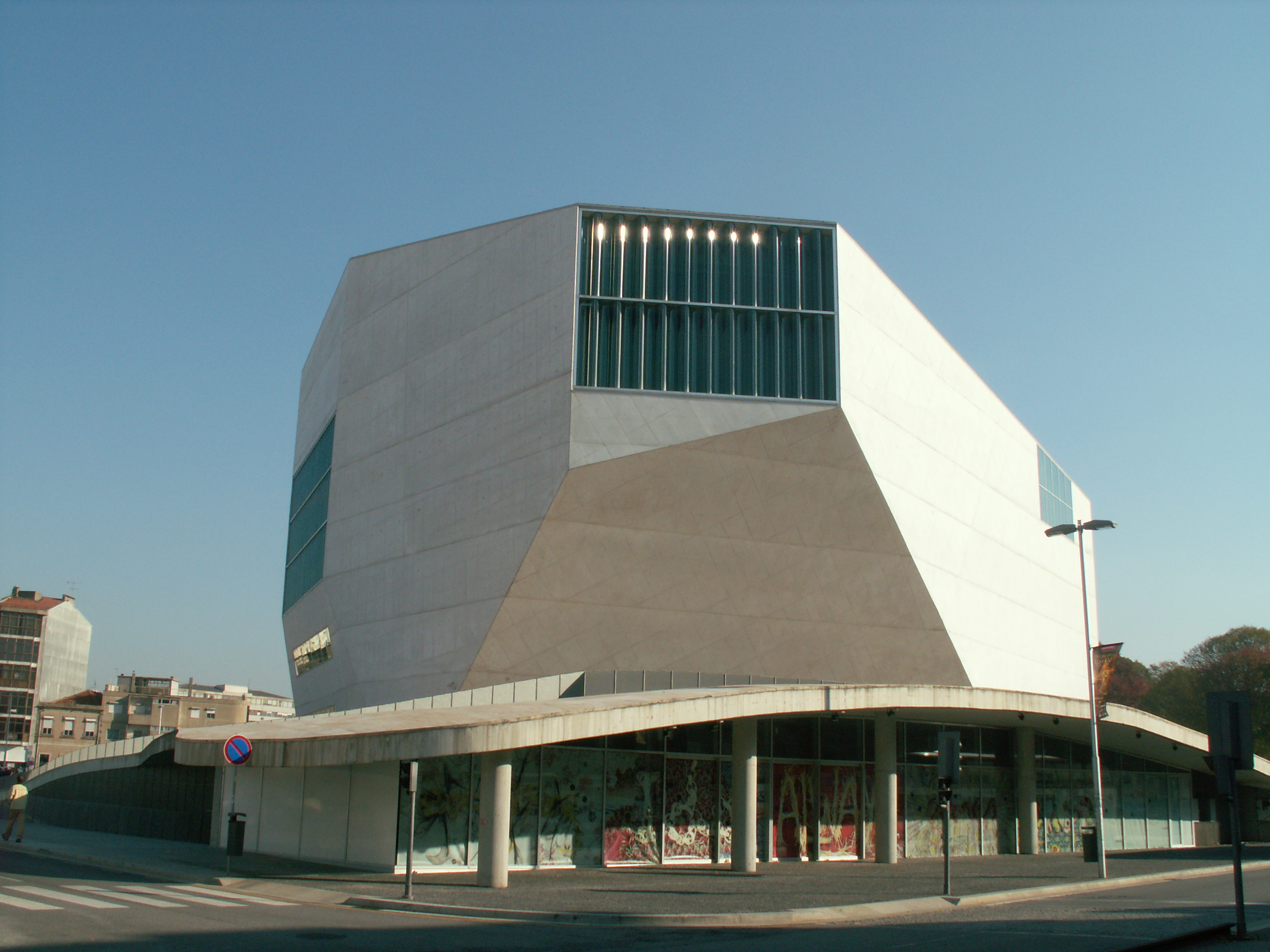
Casa da Música

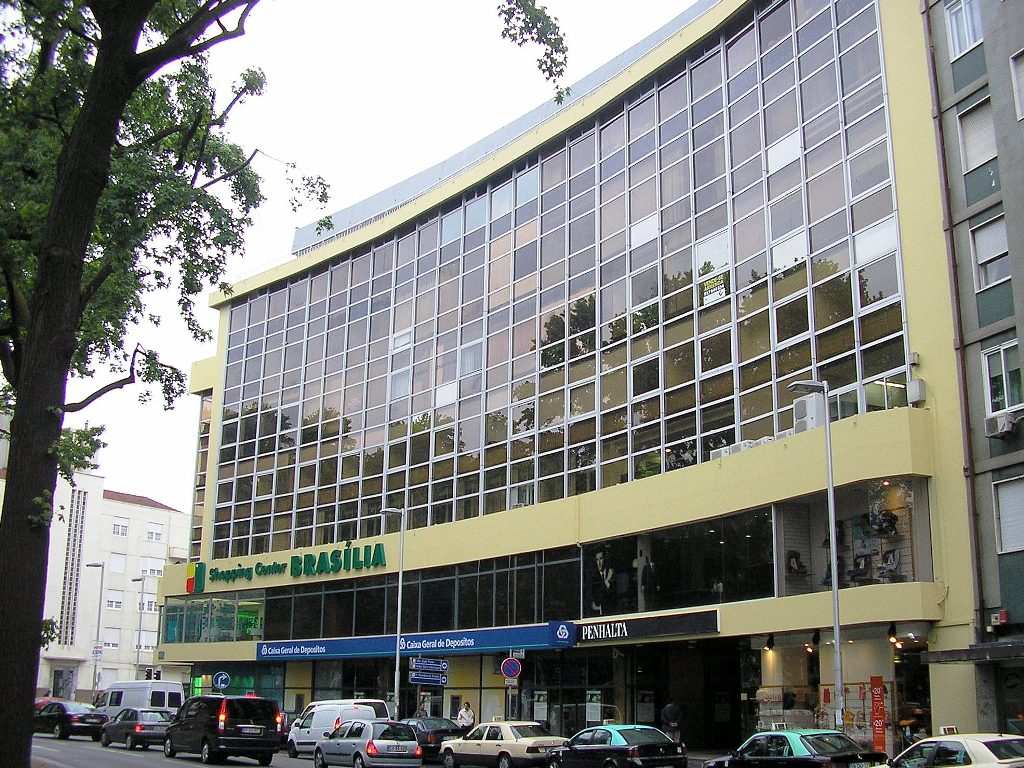
Centro Comercial Brasília

A Praça de Mouzinho de Albuquerque — popularmente conhecida como Rotunda da Boavista — é a maior praça da cidade do Porto, em Portugal.

## Origem do nome
Denominada na última década de oitocentos por "Praça de Boavista", o largo, já na altura com forma circular, passou a ser vulgarmente chamada por "Rotunda" desde então.
O nome oficial da praça data de 1903 e é uma homenagem a Joaquim Augusto Mouzinho de Albuquerque, uma das mais brilhantes figuras militares portuguesas de finais do século XIX e inícios do século XX e governador-geral de Moçambique em 1896 e 1897.

## História
A Praça da Boavista abrigava, desde 1876, a feira de São Miguel que, da Cordoaria, para aí havia sido transferida. A decisão de ajardinar a praça e de erguer no seu centro um obelisco comemorativo da Guerra Peninsular foi tomada alguns anos antes da instauração da República. O Monumento aos Heróis da Guerra Peninsular, projeto do escultor Alves de Sousa e do arquiteto Marques da Silva, tornou-se no elemento identificador e estrutural desta praça.
Nos finais do século XX, a Rotunda albergou durante vários anos a Feira do Livro do Porto e foi um polo importante das Festas Sanjoaninas. Mais recentemente foi alvo de uma remodelação, no âmbito da construção da Casa da Música.
No centro da praça está o Jardim da Rotunda da Boavista, de forma circular, que se desenvolve em torno do imponente Monumento aos Heróis da Guerra Peninsular. No jardim merecem especial atenção os liquidâmbares, carvalhos, tílias, tulipeiros e algumas palmeiras.

## Pontos de interesse
- Casa da Música
- Centro Comercial Brasília, o primeiro shopping do Porto, aberto em 1977.
- Jardim da Rotunda da Boavista
- Monumento aos Heróis da Guerra Peninsular
- Tabernáculo Baptista

## Acessos
- Estação Casa da Música
- Linhas: 201, 202, 203, 204, 209, 402, 501, 502, 503, 504, 507, 508, 601, 704, 803, 902 e 903 dos STCP.